# Richard Smalley
Richard Errett Smalley (Akron, 6 giugno 1943 – Houston, 28 ottobre 2005) è stato un chimico statunitense, professore di chimica all'Università Rice.
È stato premiato con il Premio Nobel per la chimica nel 1996 per la scoperta del fullerene insieme a Robert Curl, anch'egli professore di chimica alla Rice, e a Harold Kroto, professore all'Università del Sussex. 
Frequentò l'Hope College prima di trasferirsi all'Università del Michigan dove ricevette il suo B.S. nel 1965. Ricevette il suo Ph.D. dall'Università di Princeton nel 1973.
Ha lavorato sui nanotubi di carbonio e le tecnologie associate.
Smalley morì ad appena 62 anni di leucemia. Il Senato degli U.S.A. l'ha onorato proclamandolo "Father of Nanotechnology".

## Vita personale
Smalley è stato sposato quattro volte, con Judith Grazia Sampieri (1968-1978), Mary L. Chapieski (1980-1994), Jonell M. Chauvin (1997-1998) e Deborah Sheffield (2005), e ha avuto due figli, Chad Richard Smalley (nato l'8 giugno 1969) e Preston Reed Smalley (nato l'8 agosto 1997).

## Opinioni religiose
Smalley, che aveva preso lezioni di religione e scienza presso l'Hope College, ha riabbracciato la sua fede cristiana in età avanzata, in particolare durante i suoi ultimi anni.
Durante l'ultimo anno della sua vita, Smalley ha scritto: "Anche se ho il sospetto che non sarò mai completamente in grado di capire, ora so che la risposta è molto semplice: È vero: Dio ha creato l'universo circa 13,7 miliardi di anni fa, e da allora è coinvolto nella sua creazione".
Negli ultimi anni della sua vita Smalley si avvicinò al creazionismo. L'astronomo Hugh Ross, sostenitori del "Creazionismo della Terra vecchia", ha tenuto un discorso al suo funerale, il 2 novembre 2005.

## Pubblicazioni
- Smalley, R.E. "Supersonic bare metal cluster beams. Final report", Rice University, United States Department of Energy—Office of Energy Research, (Oct. 14, 1997).
- Smalley, R.E. "Supersonic Bare Metal Cluster Beams. Technical Progress Report, March 16, 1984 - April 1, 1985", Rice University, United States Department of Energy—Office of Basic Energy Sciences, (Jan. 1, 1985).

## Onorificenze

### Fellowship
- Harold W. Dodds Fellow, Princeton University, 1973
- Alfred P. Sloan Fellow, 1978–1980
- Fellow of the American Physical Society, 1987
- Fellow of the American Association for the Advancement of Science, 2003

### Premi e riconoscimenti
- Irving Langmuir Prize in Chemical Physics, American Physical Society, 1991
- Popular Science Magazine Grand Award in Science & Technology, 1991
- APS International Prize for New Materials, 1992 (Joint with R. F. Curl & H. W. Kroto)
- Ernest O. Lawrence Memorial Award, U.S. Department of Energy, 1992
- Welch Award in Chemistry, Robert A. Welch Foundation, 1992
- Auburn-G.M. Kosolapoff Award, Auburn Section, American Chemical Society, 1992
- Southwest Regional Award, American Chemical Society, 1992
- William H. Nichols Medal, New York Section, American Chemical Society, 1993
- The John Scott Award, City of Philadelphia, 1993
- Hewlett-Packard Europhysics Prize, European Physical Society, 1994 (with Wolfgang Kraetschmer, Don Huffman and Harold Kroto)
- Harrison Howe Award, Rochester Section, American Chemical Society, 1994
- Madison Marshall Award, North Alabama Section, American Chemical Society, 1995
- Franklin Medal, The Franklin Institute, 1996[5]
- Premio Nobel per la chimica, Accademia reale svedese delle scienze, 1996
- Rice University Homecoming Queen, Rice University Undergraduates, 1996[6]
- Distinguished Civilian Public Service Award, Department of the Navy, 1997
- American Carbon Society Medal, 1997
- Top 75 Distinguished Contributors, Chemical & Engineering News, 1998
- Lifetime Achievement Award, Small Times Magazine, 2003
- Glenn T. Seaborg Medal, University of California at Los Angeles, 2002
- Distinguished Alumni Award, Hope College, 2005
- 50th Anniversary Visionary Award, SPIE – International Society for Optical Engineering, 2005
- National Historic Chemical Landmark, American Chemical Society, 2010[7]
- Citation for Chemical Breakthrough Award, Division of History of Chemistry, American Chemical Society, 2015[8][9]